# اس‌تی‌اس-۵۱-گ
اس‌تی‌اس-۵۱-گ (انگلیسی: STS-51-G) یکی از ماموریت‌های برنامه شاتل‌های فضایی بود که در تاریخ ۱۷ ژوئن، ۱۹۸۵ از پایگاه فضایی کندی به فضا پرتاب شد. این مأموریت توسط شاتل دیسکاوری و برای مدت حدود ۷ روز انجام گرفت. این مأموریت چهارمین مأموریت صورت گرفته توسط شاتل دیسکاوری بود. این فضاپیما حامل سه ماهواره عربست-۱بی، Morelos I و تلستار ۳ دی و همچنین سلطان بن سلمان بن عبدالعزیز آل سعود یکی از شاهزادگان سعودی به عنوان فضانورد بود.

## نگارخانه

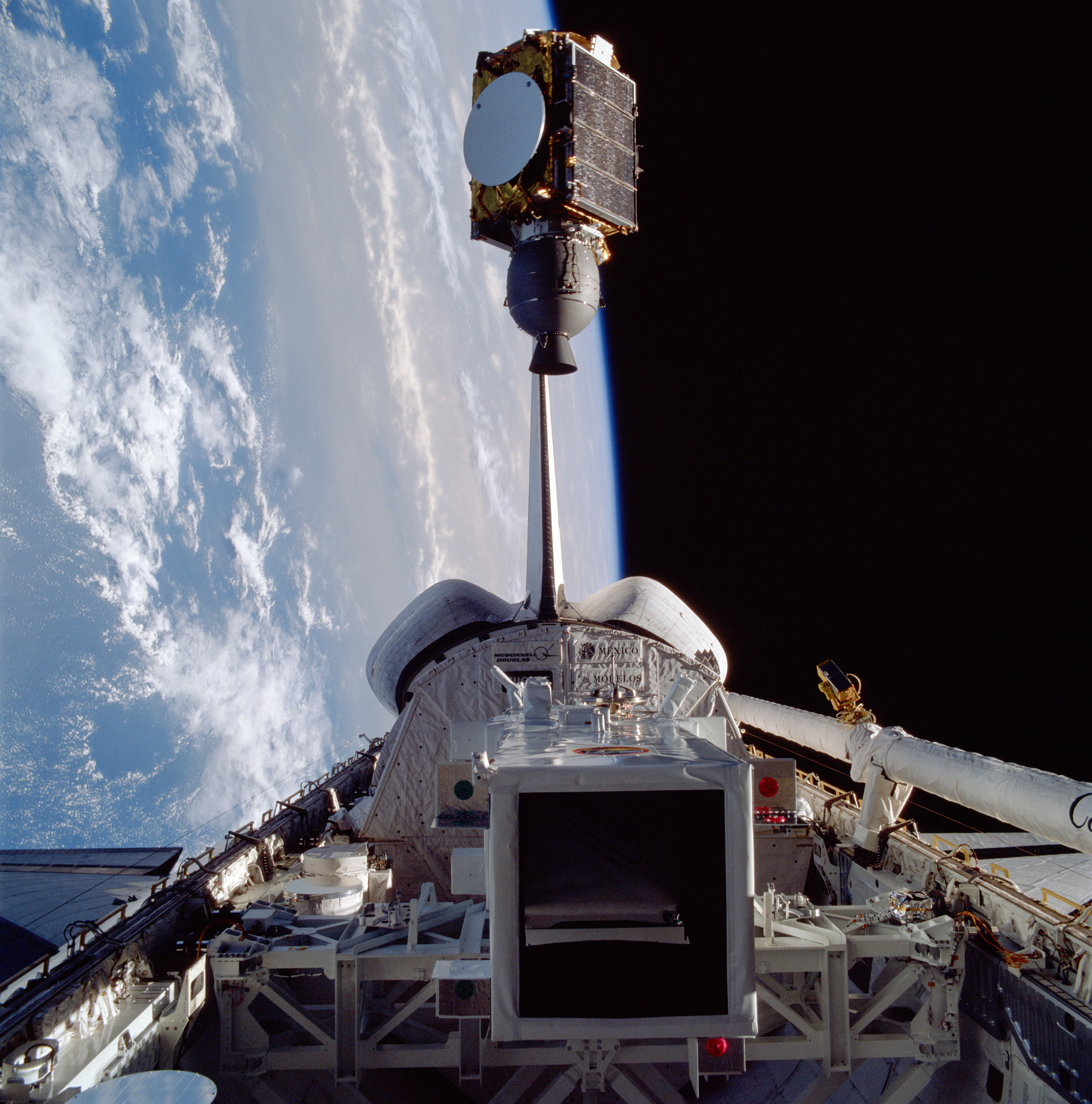
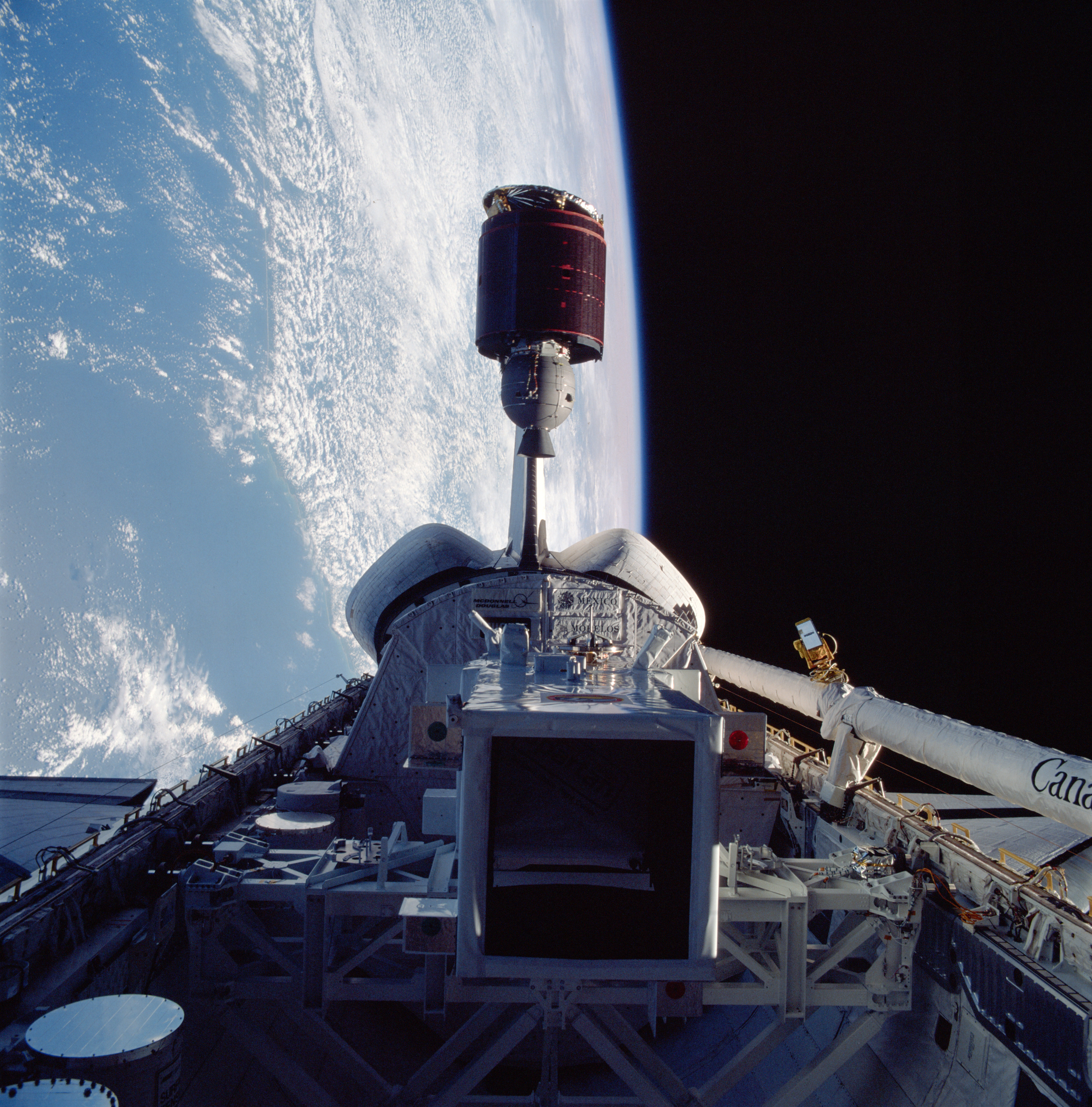
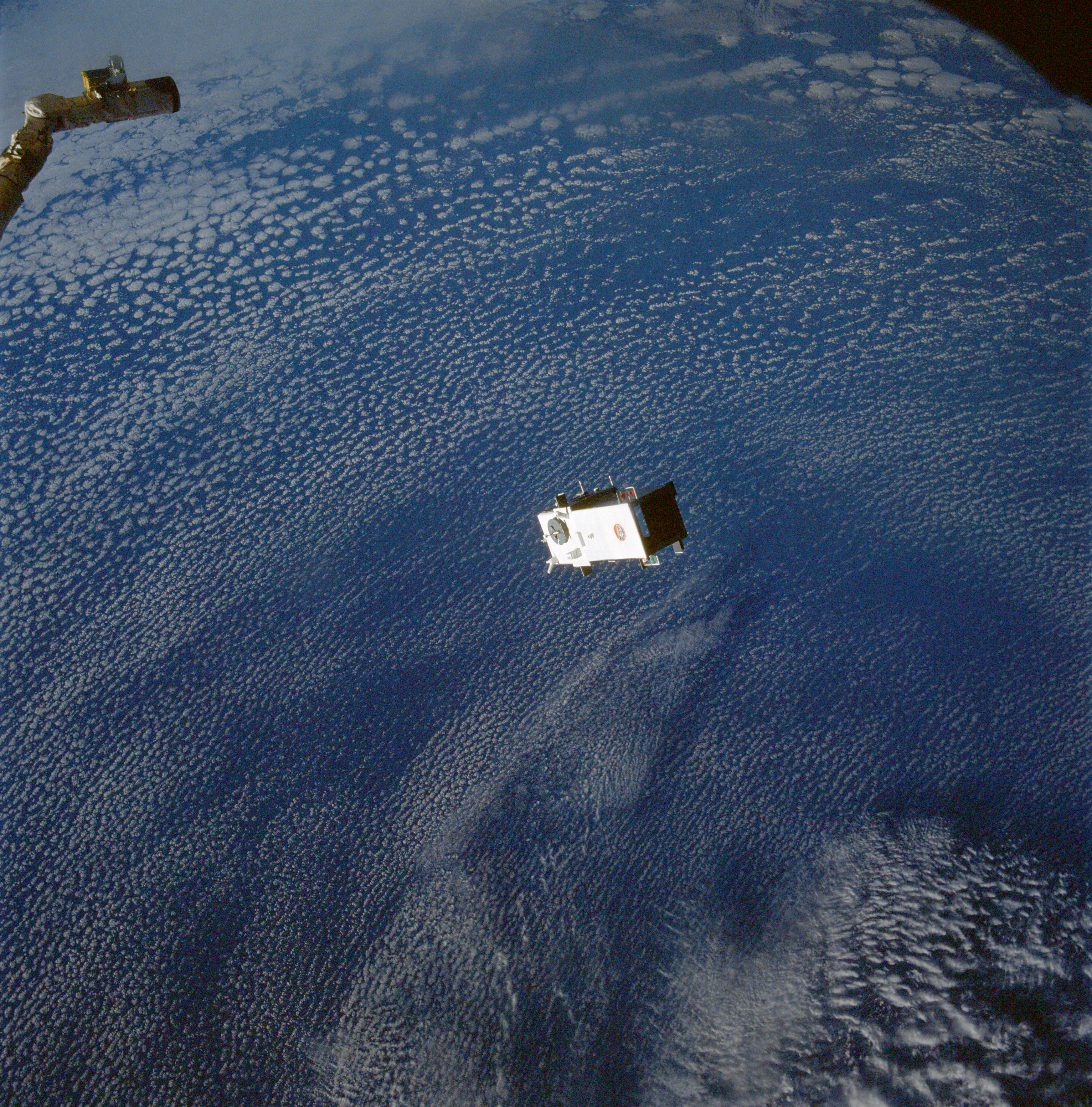